# 莫吕勒蒙图瓦
莫吕勒蒙图瓦（法語：Maurupt-le-Montois，法語發音：[moʁy lə mɔ̃twa]）是法国马恩省的一个市镇，属于维特里勒弗朗索瓦区。

## 地理
莫吕勒蒙图瓦（48°44'57"N, 4°50'56"E）面积18.12 平方千米，位于法国大東部大區马恩省，该省份为法国东北部内陆省份，北起阿登省，西北接埃纳省，西南接塞纳-马恩省，南至奥布省，东南接上马恩省，东临默兹省。
与莫吕勒蒙图瓦接壤的市镇（或旧市镇、城区）包括：索河畔帕尔尼、索河畔比尼库尔、布莱姆、舍米农、埃特勒皮、圣吕米耶-拉波皮勒斯、圣弗兰、斯克吕、特鲁瓦方丹拉拜。

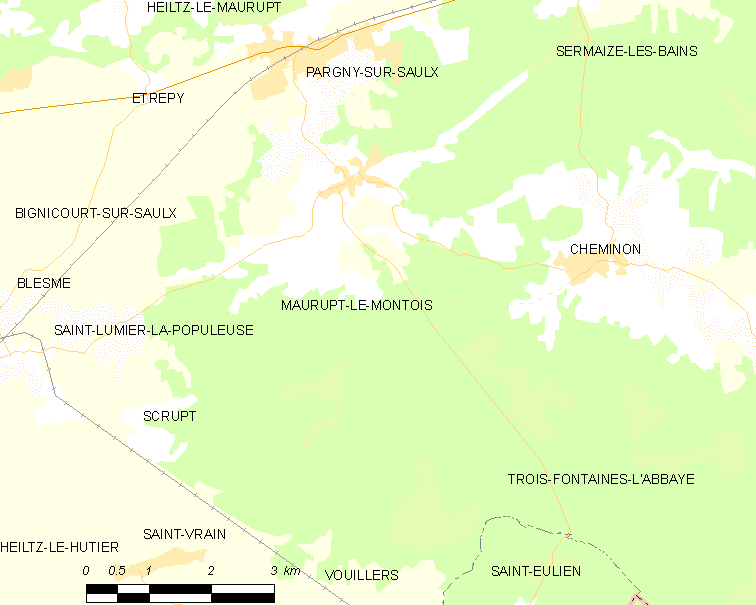
莫吕勒蒙图瓦的OSM定位图

莫吕勒蒙图瓦的时区为UTC+01:00、UTC+02:00（夏令时）。

## 行政
莫吕勒蒙图瓦的邮政编码为51340，INSEE市镇编码为51358。

## 政治
莫吕勒蒙图瓦所属的省级选区为塞迈兹莱班县。

## 人口

1962-2008年间莫吕勒蒙图瓦人口变化图示

莫吕勒蒙图瓦于2022年1月1日时的人口数量为534人。